# Bonania linearifolia
Bonania linearifolia är en törelväxtart som beskrevs av Ignatz Urban och Erik Leonard Ekman. Bonania linearifolia ingår i släktet Bonania och familjen törelväxter.
Artens utbredningsområde är Haiti. Inga underarter finns listade i Catalogue of Life.